# Annette Abrard
Pour les articles homonymes, voir Abrard.
 (mars 2020).
Annette Abrard, née Annette Philiberte Alice Collet le 12 août 1860 à Bourg-en-Bresse,, morte en 1938 à Grenoble, est une artiste-peintre française.

## Œuvres
- Lilas, vers 1936, Musée municipal de Bourg-en-Bresse[3]
- Nature morte aux fruits, dit aussi raisins et poires, Musée municipal de Bourg-en-Bresse[4]
- Nature morte, vers 1907, Musée municipal de Bourg-en-Bresse[5]